# Tyimur Anatoljevics Gyibirov
Tyimur Anatoljevics Gyibirov (oroszul: Тимур Анатольевич Дибиров; Petrozavodszk, 1983. július 30. –) orosz válogatott kézilabdázó, a horvát RK Zagreb balszélsője.
A 2008-as pekingi olimpián hatodik helyen végzett az orosz válogatottal.

## Pályafutása

### Klubcsapatban
Tyimur Gyibirov Petrozavodszk városában született, majd Dagesztánban nőtt fel. 1996-ban kezdett kézilabdázni a Sztavropol városában található Gyermek és Ifjúsági Sportiskolában. 2001-től a Lada-ZSK Togliatti igazolt játékosa lett, 2004-ben pedig a Csehovszkije Medvegyi szerződtette. A 180 cm magas és 74 kilós balszélső 2013-ig játszott a klubnál, és ez idő alatt a 2008-as esztendőt kivéve mindig bajnoki címet ünnepelhetett. A 2005-2006-os szezont kivéve - amikor a Kupagyőztesek Európa-kupájában szerepeltek - minden évben a Bajnokok Ligájában mutathatta meg tudását.
2013 nyarán a macedón RK Vardar csapatához szerződött. 2014 februárjában a szerződését 2020 nyaráig meghosszabbították. A Vardar 2015-ben, 2016-ban, 2017-ben és 2018-ban megnyerte a macedón bajnokságot, 2014-ben, 2015-ben, 2016-ban, 2017-ben és 2018-ban a macedón kupát, 2014-ben, 2017-ben és 2018-ban a SEHA-ligát valamint a 2016–2017-es szezon végén a Bajnokok Ligáját. Utóbbi döntőjében a Paris Saint-Germain Handball csapatát győzték le 24–23-ra, Gyibirov pedig csapata legjobbja volt hat góljával. A 2018–2019-es szezonban megszerezte második Bajnokok Ligája-győzelmét a Vardarral, a döntőben a Telekom Veszprém csapatát 27–24-re legyőzve. 
2021. november 18-án a Pick Szeged elleni mérkőzésen megszerezte ezredik BL-gólját. Ezzel ő lett Kiril Lazarov és Nikola Karabatić után a harmadik játékos, aki elérte ezt a számot.

### A válogatottban
Gyibirov 2006-ban mutatkozott be az orosz válogatottban, 175 mérkőzésen 600 gólt szerzett. 2010-ben, 2012-ben és 2016-ban részt vett az Európa-bajnokságon. A 2013-as világbajnokságon beválasztották az All-Star csapatba.
2020-ban visszavonult a válogatottságtól.

## Sikerei, díjai
Csehovszkije Medvegyi
- Orosz bajnok: 2004, 2005, 2006, 2007, 2008, 2009, 2010, 2011, 2012, 2013
- Orosz kupagyőztes: 2009, 2010, 2011, 2012, 2013
- Kupagyőztesek Európa-kupája-győztes: 2006

RK Vardar
- Macedón bajnok: 2015, 2016, 2017, 2018, 2019, 2021, 2022
- Macedón kupagyőztes: 2014, 2015, 2016, 2017, 2018, 2021
- SEHA-liga-győztes: 2014, 2017, 2018, 2019
- Bajnokok Ligája-győztes: 2017, 2019
- SEHA-liga legjobb balszélsője: 2017, 2018